# Motsetta
La motsetta (in italiano mocetta) è un salume di origine antica, parte del tradizionale tagliere delle Alpi Occidentali e riconosciuto come Prodotto Agroalimentare Tradizionale (P.A.T.) italiano.
Viene prodotto in tutta la Valle d'Aosta e nel Piemonte settentrionale (Canavese, Valsesia, Val d'Ossola), a partire da tagli di carne magri, prevalentemente muscolo o coscia. La carne può essere quella bovina, oppure ovina, caprina, suina o di selvaggina, tra queste ultime particolarmente apprezzate le carni di camoscio e stambecco.

## Etimologia
Il termine motsetta appartiene alla lingua francoprovenzale. Nel patois valdostano, è presente anche la grafia motzetta. Queste due forme sono usate anche in francese. La forma italianizzata è mocetta.

## Preparazione
La carne viene insaporita con aglio, alloro, rosmarino, salvia e altre erbe di montagna, quindi salata e ricoperta del liquido proveniente dalla carne stessa. Così preparata, viene lasciata riposare in luogo fresco per un tempo variabile: nel caso di preparazione casalinga, la carne viene messa sotto peso a insaporirsi fino a 20 giorni. Nelle macellerie artigianali, spesso in ambiente sottovuoto, la carne viene massaggiata da macchinari per mantenere una colorazione omogenea e salvaguardare le note aromatiche. Per entrambe le modalità la carne deve quindi asciugarsi e stagionare appesa in un locale aerato e asciutto.

## Consumo
La motsetta può essere consumata sia "fresca", ossia ancora tenera, oppure a stagionatura avanzata, il che rende la carne uniformemente scura ma anche più dura, che richiede un'affettatura molto sottile.
Il sapore della motsetta viene esaltato dai mieli delle zone di produzione e dall'olio di noci.
È uno degli ingredienti principali degli involtini di Fénis.
L'origine di questo salume è antica e nasce dall'esigenza delle famiglie contadine di conservare la carne durante i lunghi mesi invernali.

## Abbinamenti consigliati
La motsetta si accompagna bene a vini locali fermi e di medio corpo:
- Valle d'Aosta Nus rosso
- Valle d'Aosta Torrette
- Canavese rosso
- Valli Ossolane rosso